# The Iron Curtain
The Iron Curtain ist ein Projekt von Christo und Jeanne-Claude aus dem Bereich der Verhüllungskunst. Dieses Kunstwerk entstand 1962 aus 89 Ölfässern in einer Nebenstraße in Paris. Es war eines ihrer ersten Projekte, das in der Öffentlichkeit großes Aufsehen erregen sollte. Der Name ist englisch und bedeutet übersetzt Eiserner Vorhang.
1958 begann das Künstlerpaar mit seinen ersten Projekten. Bei dem Werk Wrapped Cans and Bottles verhüllten Christo und Jeanne-Claude kleine Dosen und Flaschen mit Hilfe von Stofftüchern und Schnüren oder bemalten sie mit Farbe. Mit ihrer Kunst wollten sie ihre künstlerische Freiheit ausleben und den Umfang des Kunstbegriffes veranschaulichen. Die verwendeten Objekte sollten in ihrer ursprünglichen Form nicht mehr zu erkennen sein und somit den Betrachter dazu bringen, über das natürliche Aussehen und die übliche Funktion des Objektes nachzudenken.

## Beschreibung
Das Kunstprojekt The Iron Curtain entstand 1962 in Paris in einer Nebenstraße, der Rue Visconti. In der Rue Visconti gab es viele Ateliers und Galerien von Künstlern und sie bildete die Verbindung zwischen zwei Hauptstraßen in Paris, der Rue Bonaparte und der Rue de Seine. Durch die Errichtung des Kunstwerkes wurde diese Verbindung unterbrochen, die Durchgangsstraße wurde zu einer Sackgasse umgestaltet und konnte so nicht mehr ihren ursprünglichen Zweck erfüllen.
The Iron Curtain war eine Mauer aus 89 Ölfässern, die aus den Lagern großer Konzerne (wie zum Beispiel Shell) stammten, und zwischen den Häusern der Rue Visconti aufeinander gestapelt wurden. Die errichtete Mauer umfasste eine Breite von vier Metern, ungefähr vier Meter Höhe und eine Tiefe von einem halben Meter. Die verwendeten Ölfässer wurden nicht bemalt oder in ihrer Form verändert, sodass die Industriefarben und die Firmennamen erhalten blieben. Jeanne-Claude und Christo symbolisierten und realisierten durch ihr Werk einen groben Einschnitt in das Verkehrsgeschehen und den Alltag, und die Macht einer Mauer wurde dargestellt.

## Idee
Christo hatte 1961 den Plan für The Iron Curtain entwickelt, im Jahr des Mauerbaus in Berlin. Das Werk sollte somit auch eine Kritik an der Berliner Mauer darstellen. Sie wollten durch die Errichtung der Ölfass-Mauer aufzeigen, wie es ist, wenn wichtige Verbindungen unterbrochen werden, der Weg nicht mehr begehbar ist wie zuvor und wie es sich anfühlt, wenn man in seinem normalen Alltag eingeschränkt wird. Durch die Verwendung von Ölfässern in ihrer ursprünglichen Form wirkt das Kunstwerk nicht lebendig, sondern eher trist und dunkel, wie auch die graue Berliner Mauer.
Die Verbauung der Rue Visconti und Verwendung von alten Ölfässern war entscheidend für die Umsetzung ihrer Idee. Diese Gasse verbindet zwei große Straßen in Paris miteinander. Durch die Mauer aus Ölfässern wurde die Gasse versperrt und die Besucher oder Bewohner wurden auf diese Art dazu bewegt darüber nachzudenken, welche Bedeutung der Verbindungsweg für sie hat. Außerdem konnten sie dadurch, dass die Herkunft und Verwendung der Fässer bekannt war, über die ursprüngliche Nutzung von solchen Körpern und dem damit verbundenen Sinn nachdenken, auch wenn dieses nicht ihre eigentliche Intention war.
Anders als die vorherigen Werke des Künstlerpaares, Christo und Jeanne-Claude, bekam dieses Projekt eine große Bedeutung, da es zu einem Teil die Pariser Bevölkerung in ihrem Alltag beeinträchtigte und der Verkehr eingeschränkt und im Bezug auf diese Straße sogar vollständig blockiert wurde.